# Nina Oostvoghels
Nina Oostvoghels is een personage uit de Vlaamse televisieserie Thuis. Ze werd gespeeld door Clara Cleymans en was vanaf 22 maart 2010 tot 8 april 2011 deel van de serie. Van 19 maart tot 17 september 2021 keerde ze terug in de serie, gespeeld door Daisy Van Praet.

## Biografie
Nina is de kleindochter van Leo Vertongen. Ze was vroeger zijn oogappel. Maar sinds Leo de geldkraan voor zijn dochter Hermine (later Dominique) en schoonzoon Bernard heeft dichtgedraaid, hebben zij hem verboden nog contact te hebben met Nina. Wanneer zij ruzie krijgt met haar ouders, staat ze in het voorjaar van 2010 opeens voor het eerst sinds jaren voor de deur van haar grootvader.
Leo ontvangt haar meteen met open armen, in tegenstelling tot Yvette, de vriendin van Leo. Zij denkt dat Nina alleen op Leo zijn geld uit is. Het is wel een feit dat zij de eerste weken op financieel gebied op zijn kap leeft. Omdat ze niet kan leven met het feit dat Yvette constant moppert over haar, gaat ze in Ter Smissen logeren. Later, wanneer Leo de rekening gepresenteerd krijgt, beseft hij dat er een oplossing nodig is. Nina huurt dan maar het appartementje boven Notariaat Vlerick en gaat aan de slag als secretaresse van Peter, ter vervanging van Barbara Vinck. Ze kan het goed vinden met Peter en wordt verliefd op hem. Peter geeft toe aan haar avances en begaat een slippertje. Wanneer Femke dit te weten komt, pakte ze haar koffers. Peter en vooral Nancy, de moeder van Femke, nemen haar het slippertje kwalijk, maar ze mocht haar job en appartement houden van Peter. Nancy noemt haar vanaf dan steevaste de rosse sprinkhaan.
Peter bleef hopen op een verzoening met Femke maar wanneer zij lange tijd niet meer terugkomt, begint hij dan toch een relatie met Nina. Nadat Nina echter Madeleine, een oude dame die haar appartement wenst te verkopen, ernstig bedriegt. ontslaat Peter haar. Nina had het appartement opzettelijk laag geschat om het zelf goedkoop in eigen handen te kunnen nemen. Peter neemt haar dit zeer kwalijk, dit resulteert meteen in een breuk in haar relatie met Peter. Nina zal voortaan logeren in Hof Ter Smissen.
Nina wilde Notariaat Vlerick verlaten, maar ze verleidde Peter en ze kwamen uiteindelijk terug samen. Nina gaat bij Peter wonen en werken. Op oudejaarsavond gaf Peter Nina een ring. Nina weet wel dat het een gewoon cadeautje is maar Tom, collega en vriend van Peter, interpreteert het anders en denkt dat het een verlovingsring is. Peter vraagt Nina ten huwelijk. Peter en Nina hadden het een tijdje goed samen, tot Femke terug kwam opdagen. Nina was hier niet tevreden mee en wilde koste wat kost Peter behouden. Plots dook ook haar moeder Dominique Vertongen weer op, eerst moest ze niets van haar weten maar later draait ze bij.
Nina vertrouwt Peter, maar haar moeder vertrouwt hem niet. Zij vindt dat hij te veel met Femke optrekt. Dominique overtuigde Nina om de trouw niet te laten doorgaan, hem zijn verdiende loon te geven en haar biezen te pakken. Ze vluchten samen naar de Kaaimaneilanden met het geld van de derdenrekening van Notariaat Vlerick.
Tien jaar later staat ze echter onverwacht terug voor de deur van haar grootvader Leo. Ze blijkt intussen ook een dochtertje, Yasmine, te hebben met Peter.